# گتسبی(نرم افزار)

## گتسبی (نرم افزار)
گتسبی یک مولد سایت استاتیک منبع باز است که بر روی Node.js با استفاده از React و GraphQL ساخته شده است. بیش از 2500 پلاگین برای ایجاد سایت های ثابت بر اساس منابعی مانند اسناد Markdown ، MDX (Markdown با JSX )، تصاویر و سیستم های مدیریت محتوا متعدد مانند وردپرس ، دروپال و غیره ارائه می دهد.  از آنجایی که گتسبی نسخه 4 از Rendering سمت سرور و Deferred Static Generation برای رندر کردن وب سایت های پویا در سرور Node.js پشتیبانی می کند.  Gatsby توسط Gatsby, Inc. که همچنین یک سرویس ابری به نام Gatsby Cloud را برای میزبانی وب‌سایت‌های Gatsby ارائه می‌دهد، که توسط Netlify در آگوست 2023 خاتمه یافت تا آن را با Netlify Cloud متحد کند، توسعه داده است. 
گتسبی در سال 2015 راه اندازی شد. این شرکت در سپتامبر 2019 15 میلیون دلار بودجه سری A،  و 20 میلیون دلار بودجه سری B در سال 2020 جذب کرد.  در فوریه 2023، نتلیفای شرکت گتسبی را خریداری کرد. 

## همچنین ببینید
- ری‌اکت
- نکست جی‌اس
- جاوا اسکریپت